# Hurasveli
Hurasveli, manchmal auch Uthurugasveli genannt, ist eine winzige Insel des Mulaku-Atolls (Meemu Atolhu) im Süden des Inselstaates Malediven in der Lakkadivensee des Indischen Ozeans. Sie hat eine Fläche von 0,9 ha.

## Geographie
Die Insel, die nur aus einem schmalen Sandstreifen mit einigen Kokospalmen besteht, liegt im Ostsaum des Atolls, südlich von Raiymandhoo und Madifushi. Das Inselchen gehört zu einer Reihe von kleinen Sandbänken mit Uthurugaseveli, Uthuruboduveli und Erruhhuraa. Die nächste größere Insel im Süden ist Veyvah.